# 강화도서관
강화도서관은 인천광역시 강화군 강화읍 관청리 소재의 도서관이다.

## 연혁
- 2011. 10. 01 제 5회 서예, 사군자교실 작품전
- 2011. 09. 01 9월 독서의 달 행사(독서함양을 위한 매직복화술, 들려주는 독서여행)
- 2011. 03. 03 내가공공도서관 개관
- 2007. 10. 01 제 3회 서예 사군자 교실 작품전
- 2005. 07. 01 도서관 문화교실 제 2회 작품전 개최
- 2003. 10. 01 디지털자료실 개설
- 2000. 10. 01 도서관 문화교실 개설(사군자교실 운영)
- 1999. 11. 01 도서관 문화교실 제 1회 작품전 개최
- 1997. 07. 01 어린이 독서교실 개강
- 1997. 03. 01 도서관 문화교실 개설(서예교실운영)
- 1994. 05. 31 강화군립도서관 개관
- 1994. 05. 11 강화군립도서관 설치조례공포

## 시설현황
- 3층: 청소년자료열람실, 일반열람실, 세미나실, 문화교실
- 2층: 종합자료실, 디지털자료실, 사무실
- 1층: 어린이자료실, 유아자료실, 로비
- 지하1층: 시각실

## 이용 안내
- 이용 시간

| 구분      | 어린이자료실/유아자료실 | 종합자료실    | 디지털자료실  | 청소년자료열람실 | 일반열람실    |
| --------- | ----------------------- | ------------- | ------------- | ---------------- | ------------- |
| 화~금요일 | 09:00 ~ 20:00           | 09:00 ~ 22:00 | 09:00 ~ 22:00 | 08:00 ~ 22:00    | 08:00 ~ 22:00 |
| 토,일요일 | 09:00 ~ 18:00           | 09:00 ~ 18:00 | 09:00 ~ 18:00 | 08:00 ~ 22:00    | 08:00 ~ 22:00 |

- 휴관일: 매주 월요일 및 법정공휴일(일요일 제외)